# Arisa (シンガーソングライター)
arisa（アリサ、1984年8月21日 - ）は、日本のシンガーソングライター。本名、仲間 愛里紗（なかま ありさ）。沖縄県浦添市出身。amB'z所属、インディーズレーベル。既婚。

## 人物・略歴
Folder、Folder5（ARISA）を経て、仲間愛里紗としてシンガーソングライターの道へ進む。後にarieと芸名を新たに、2006年9月6日に再デビューする。曾祖父はイギリス人。ライブに定評があり定期的な単独ライブを精力的に開催し、東京都内、川崎市、東北地方を中心で活躍する。その後、arisaとして活動。
2007年11月9日開催、山形国際ムービーフェスティバル2007のテーマソングに抜擢。
2008年11月14日開催、山形国際ムービーフェスティバル2008のテーマソング、ナビゲーターに抜擢。
2009年9月、結婚を期に自身のブログで引退を表明。そのブログには元メンバーのAKINAやHIKARIもコメントを入れている。同月にラストライブを行った。
結婚しており、1児（女の子）の母となる。

## 作品

### シングル
arie
1. Find you（2006年9月6日） - EAN 4543034009572。
2. ネガイロケット（2006年12月6日） - EAN 4543034010530。
3. 僕は…。（2007年7月25日） - EAN 4543034012800。

### アルバム
仲間愛里紗
- 詞花集（2006年1月11日） - EAN 4543034006489。

### コンビレーションアルバム
仲間愛里紗
- COVER LOVER vol.2 〜BOSSA de DISCO〜（2005年10月19日、GAGJ-6）- 参加曲:ダンシング・クイーン。EAN 4948722195955。
- COVER LOVER vol.3 〜BOSSA de No1〜（2006年3月8日、GTCR-05013）- 参加曲:Sweet Child O'Mine。EAN 4562158540433。
- THE BEST OF BOSSA COVERS（2006年11月8日、GTCR-05030）- 参加曲:ダンシング・クイーン。arie名義:I Will Always Love You。EAN 4562158540723。

arie
- COVER LOVER vol4 〜BOSSA de No1〜 Ebony Soul（2006年6月7日、GTCR-05020） - 参加曲:I Will Always Love You。EAN 4562158540532。
- THE BEST OF BOSSA COVERS 〜青春ロック〜（2007年5月16日、GTCR-7002） - 参加曲:innocent world。EAN 4562158540976。
- THE BEST OF BOSSA COVERS 〜青春ダンス〜（2008年3月19日、XNAR-10008） - 参加曲:survival dAnce 〜no no cry more〜。EAN 4582251810158。
- THE BEST OF BOSSA COVERS 〜続・青春ロック〜（2008年10月22日、XNAR-10013） - 参加曲:初花凛々。EAN 4582251810240。

## 出演

### ラジオ
- 東海ラジオミッドナイトスペシャル arieのネガイロケット（2007年1月5日 - 2008年3月28日、東海ラジオ） - 全64回放送。